# Kroatische Streitkräfte im Zweiten Weltkrieg

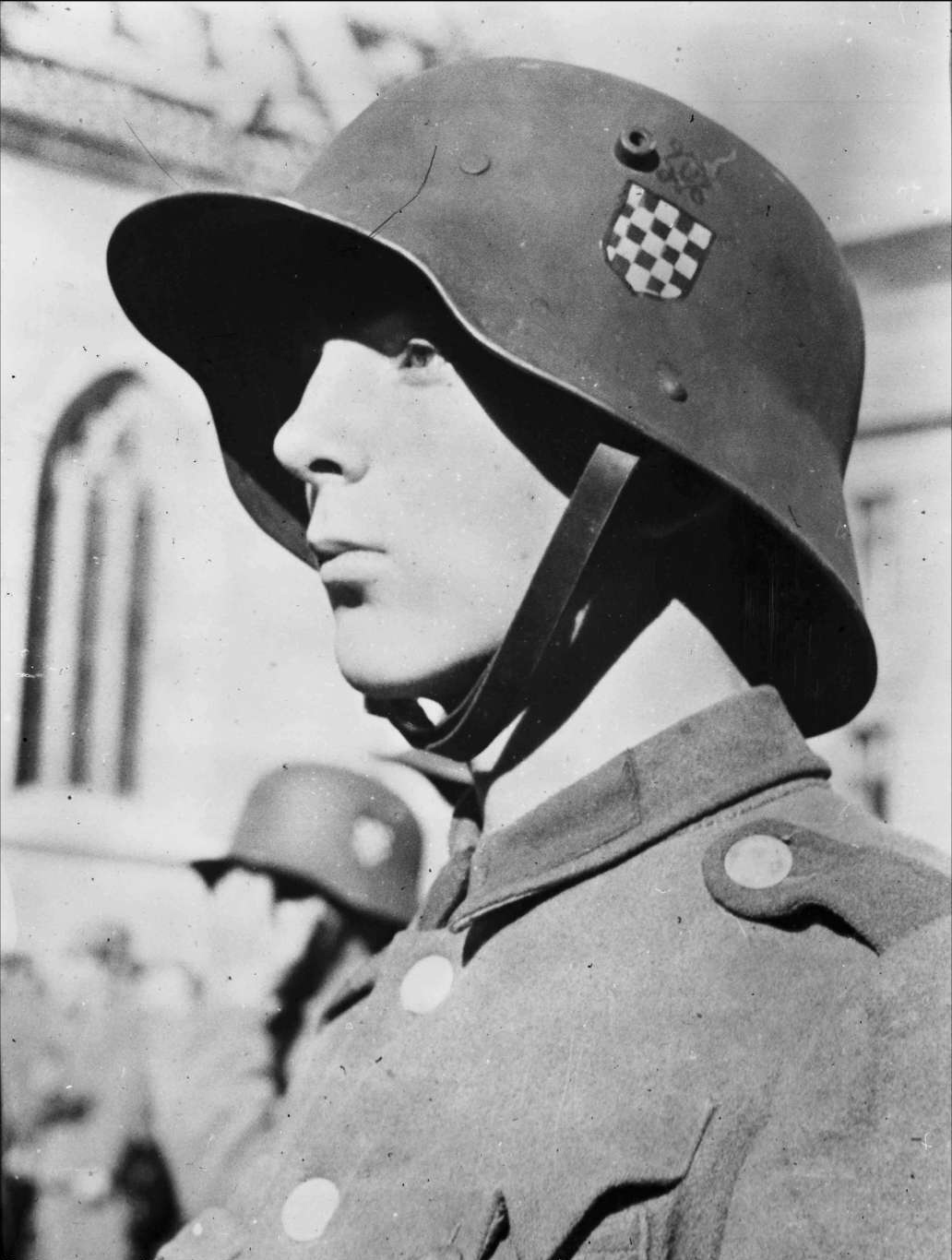
Jugendlicher Soldat der kroatischen Armee. Am Helm das Wappen des Unabhängigen Staates Kroatien (Oktober 1942).

Kroatische Streitkräfte im Zweiten Weltkrieg wurden durch den Unabhängigen Staat Kroatien, das Deutsche Reich und das Königreich Italien aufgestellt.
Sie waren bewaffnete Formationen der Kollaboration in Jugoslawien.

## Truppen des Unabhängigen Staates Kroatien

### Hrvatsko domobranstvo

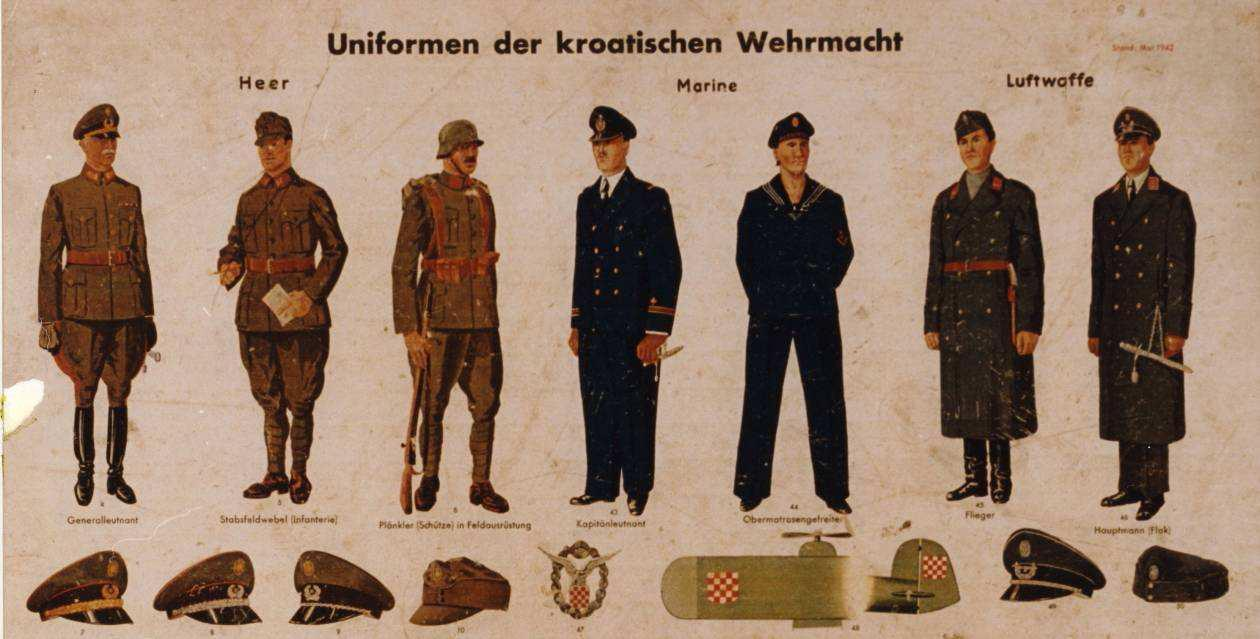
Uniformen der Kroatischen Heimwehr zur Zeit des Unabhängigen Staates Kroatien

Am 16. April 1941 errichtete der Unabhängige Staat Kroatien die Hrvatsko domobranstvo („Kroatische Heimwehr“) als reguläre Streitkräfte mit Slavko Kvaternik als Oberbefehlshaber. Faktisch standen sie jedoch unter deutschem Kommando, die operative Führung erfolgte gemäß 1942 und 1943 abgeschlossenen Abkommen durch deutsche Stellen. Neben dem Heer bestand eine Luftwaffe, eine Nationalgarde, eine Gendarmerie und ein Arbeitsdienst nach Vorbild des Reichsarbeitsdienstes. Eine Marine konnte aufgrund italienischer Vorbehalte erst später aufgestellt werden.  
Die Kroatische Heimwehr war an der Eindämmung der ersten Aufstandswelle im Spätsommer und Herbst 1941 maßgeblich beteiligt. Ab November 1941 wurden drei Armeekorps mit sechs Infanterie-Divisionen und einer Gebirgs-Division aufgestellt, die Gesamtstärke betrug 55.000 Mann. Im Mai 1943 wurden die sechs Divisionen in vier Gebirgs- und vier Schützenbrigaden umgewandelt.

### Ustascha-Miliz

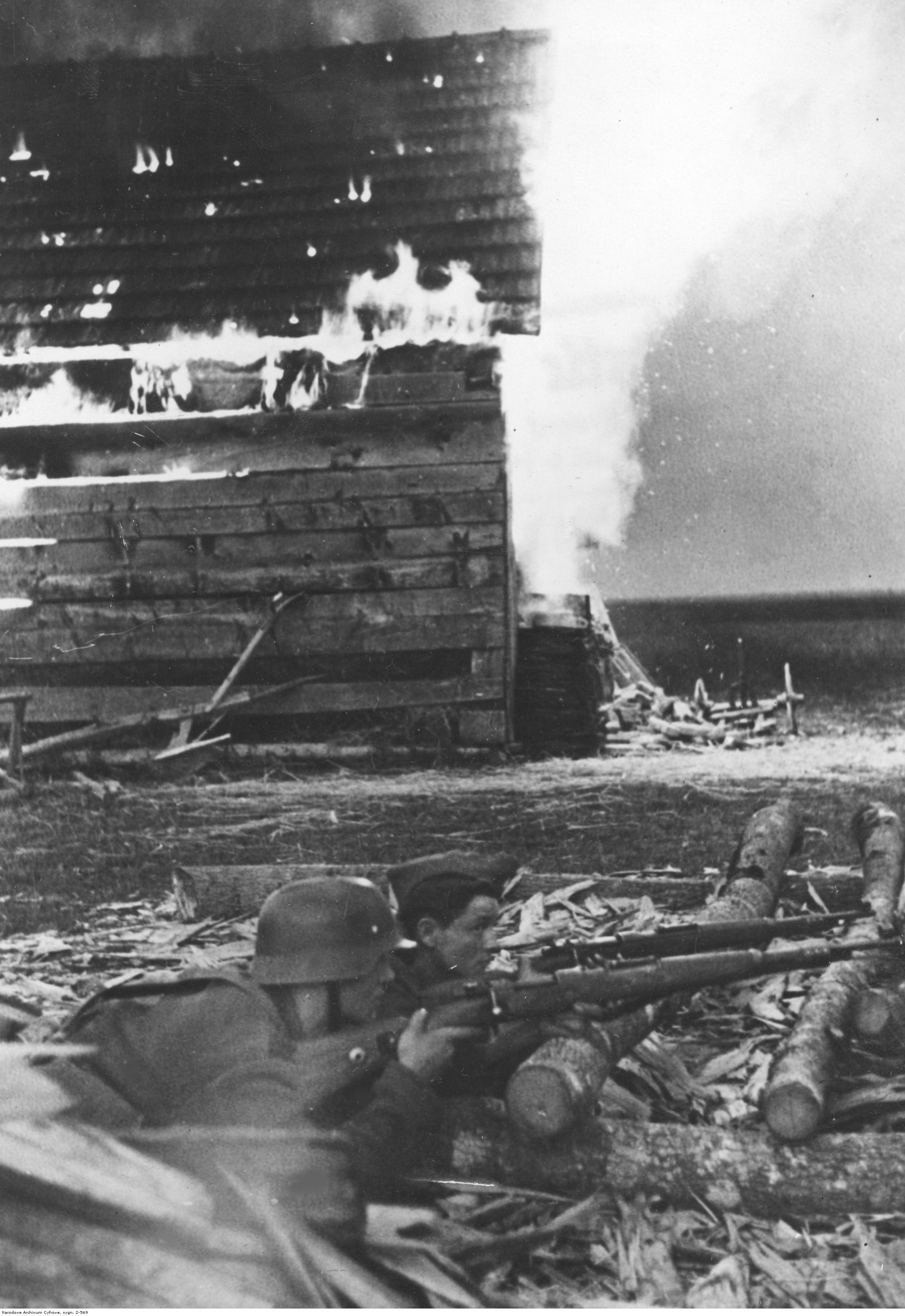
Kroatische Soldaten im Kampf gegen jugoslawische Partisanen: Zwei Schützen haben Stellung inmitten landwirtschaftlicher Gebäude bezogen (Oktober 1944). Ihre Uniformierung lässt auf Angehörige der Ustascha-Miliz schließen.

Ante Pavelićs faschistische Ustascha-Bewegung unterhielt die paramilitärische Miliz Ustaška vojnica („Ustascha-Armee“). Diese bestand 1941 zunächst aus fünf Bataillonen Infanterie, zwei Bataillonen Eisenbahn-Schutz sowie der Schwarzen Legion und dem Poglavnik-Leibgarde-Bataillon. Weiterhin gehörte zur Ustascha-Miliz die Einsatzstaffel der Deutschen Mannschaft, eine Miliz der „Deutschen Volksgruppe im Unabhängigen Staate Kroatien“.

### Hrvatske oružane snage
Am 21. November 1944 verschmolz Pavelić die Heimwehr mit der paramilitärischen Ustascha-Miliz und übernahm den Oberbefehl der so entstandenen Hrvatske oružane snage („Kroatische Streitkräfte“). Neben Kroaten dienten auch Bosniaken, Serben, Tschechen, Slowaken, Ukrainer, Russen und Angehörige anderer nationaler Minderheiten.
- Leibgarde-Division
- 1. Sturm-Division

Kommandeur: General Ante Moškov
Standort: Zagreb
- 2. Infanterie-Division

Kommandeur: General Mirko Gregurić
Standort: Zagreb
- 3. Infanterie-Division

Kommandeur: General Stjepan Mifek
Standort: Vinkovci
- 4. Infanterie-Division

Kommandeur: General Antun Nardelli
Standort: Dvor na Uni
- 5. Sturm-Division

Kommandeur: General Rafael Boban
Standort: Bjelovar
- 6. Infanterie-Division

Kommandeur: General Vladimir Metikoš
Standort: Banja Luka
- 7. Gebirgs-Division

Kommandeur: General Stjepan Perčić
Standort: Nova Kapela, Batrina
- 8. Infanterie-Division

Kommandeur: General Roman Domanik
Standort: Sarajevo
- 9. Gebirgs-Division

Kommandeur: General Božidar Zorn
Standort: Mostar
- 10. Infanterie-Division

Kommandeur: General Ivan Tomašević
Standort: Bihać
- 11. Infanterie-Division

Kommandeur: Colonel Juraj Rukavina
Standort: Gospić
- 12. Infanterie-Division

Kommandeur: Colonel Slavko Cesarić
Standort: Brčko
- 13. Infanterie-Division

Kommandeur: General Tomislav Rolf
Standort: Karlovac
- 14. Infanterie-Division

Kommandeur: Colonel Jaroslav Šotola
Standort: Brod na Savi
- 15. Infanterie-Division

Kommandeur: General Zorko Čudina
Standort: Doboj
- 16. Ersatz-Division

Kommandeur: General Milivoj Durbešić
Standort: Zagreb
- 18. Infanterie-Division

### Fahnen
Mit Gesetzesverordnung vom 4. Mai 1943 hatte Pavelić die Form der Fahnen und Standarten für die Heimwehr und Ustascha-Miliz festgelegt. Die Fahnen wurden allesamt von ihm für besondere Verdienste und heldenhaftes Verhalten vor dem Feind verliehen. Die kleinste fahnenberechtigte Einheit war dabei das Bataillon (bojna) bzw. eine gleichwertige Einheit der Reserve. Die Mindestmaße der Fahnen sollte dabei 120 cm lang und 84 cm hoch sein, die Standarten 60 × 60 cm, deren Aussehen ansonsten identisch mit den Fahnen war. Bei allen Regimentsflaggen waren beide Seiten des Flaggentuches mit einem silbernen Rand versehen, der vom eigentlichen Tuch durch eine 5 mm breite Tresse abgesetzt und getrennt war. Das Band war stets mit blau-weiß-roten dreieckigen Flammen besetzt.
Der Avers war rot-weiß-blau waagerecht gestreift und trug mittig das Staatswappen. Dessen 25 Schachbrettquadrate waren wechselnd silbern und rot und mit einer goldenen Schnur von 3 mm Dicke gesäumt. Der Wappenschild war etwa quadratisch und 12,5 cm breit, während das blaue Oberzeichen 7,5 cm breit und hoch ist. Das U für Ustascha ist 2,5 cm hoch, welches aus 3 mm dicker goldener Schnur gelegt ist. Im Kreis um das Staatswappen herum ist eine Inschrift in goldenen Buchstaben gelegt, die für jeden Truppenteil anders lautete. Der Mittelpunkt des Schriftzugskreises liegt dabei in der Mitte des Tuches mit einem äußeren Durchmesser von 56 cm. Die Bezeichnung des Regiments steht dabei stets in der oberen linken Ecke mit 3,5 cm hohen und 2,5 cm breiten Schriftzeichen, die 5 cm von der Oberkante und der Fahnenstange beginnen.
Der Revers bestand aus silberweißem Brokat und zeigte mittig das 21 cm hohe, in Dunkelrot gestickte, verschlungene Monogramm von Ante Pavelić, umgeben von der golden gestickten Umschrift: ZA POGLAVNIKA I ZA DOM (FÜR FÜHRER UND VATERLAND).
Die Fahnenstange war 230 cm lang, bestand aus naturfarbenem Hartholz mit einem Durchmesser von 35 mm. Die Stange der Standarte war nur 200 cm lang. Die Bronzespitze war 18 cm lang und 7 cm breit. Sie zeigt innerhalb des mit dem Kroatischen Flechtwerk verzierten Randes ein Abzeichen, das für jeden Truppenteil verschieden war. Zu jedem Feldzeichen gehörte ein um die Spitze geschlungenes Band von 10 cm Breite in Waffenfarbe. Auf diesem wurde mit Goldfäden Ort und Datum des Gefechts eingestickt, bei dem sich das Regiment hatte auszeichnen können.

## Truppen des Deutschen Reichs

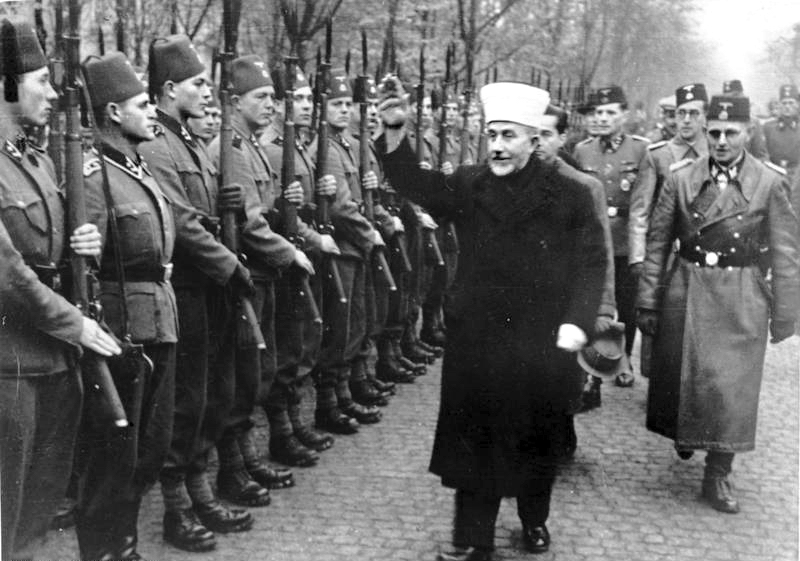
Der Großmufti von Jerusalem Amin al-Husseini inspiziert die SS-Division „Handschar“, 1943

Mit deutschem Rahmenpersonal und in Kroatien rekrutierten Mannschaften stellten sowohl Wehrmacht als auch Waffen-SS verschiedene Truppenteile auf.

### Wehrmacht
Im Rahmen der Wehrmacht wurde die Kroatische Legion mit drei Infanterie-Divisionen sowie kleinen Marine- und Luftwaffenkräften aufgestellt.  

### Waffen-SS
Die Waffen-SS stellte zwei „kroatische“ Divisionen auf: 
- 13. Waffen-Gebirgs-Division der SS „Handschar“ (kroatische Nr. 1)
- 23. Waffen-Gebirgs-Division der SS „Kama“ (kroatische Nr. 2)

Die Mannschaften waren überwiegend bosnische Muslime, die im Kroatien zugeschlagenen Bosnien-Herzegowina rekrutiert wurden.

## Truppen des Königreichs Italien
Die italienischen Streitkräfte versuchten es den deutschen Streitkräften gleichzutun und veranlassten den Oberbefehlshaber der kroatischen Streitkräfte Slavko Kvaternik, auch eine „Kroatische Legion“ in italienischen Diensten zu etablieren, um diese im Italienischen Expeditionskorps an der Ostfront gegen die Sowjetunion einzusetzen.